# Вордингборг (коммуна)
Вордингборг (дат. Vordingborg Kommune) — датская коммуна в составе области Зеландия. Площадь — 621,15 км², что составляет 1,44 % от площади Дании без Гренландии и Фарерских островов. Численность населения на 1 января 2008 года — 46600 чел. (мужчины — 23035, женщины — 23565; иностранные граждане — 1393). Административным центром является одноимённый город Вордингборг.

## История
Коммуна была образована в 2007 году из следующих коммун:
- Лангебек (Langebæk)
- Мён (Møn)
- Престё (Præstø)
- Вордингборг (Vordingborg)

## Изображения

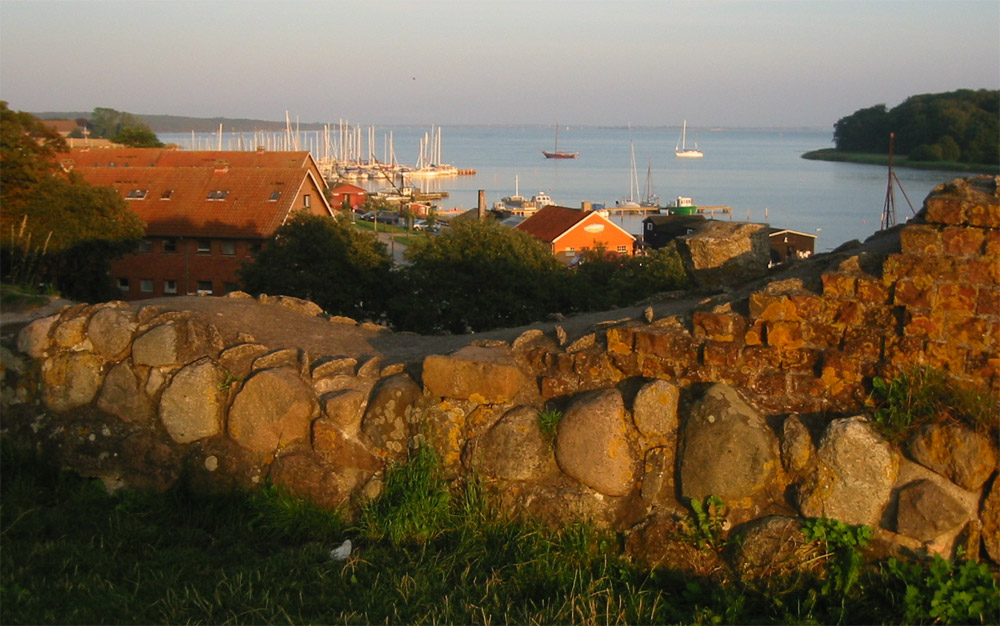
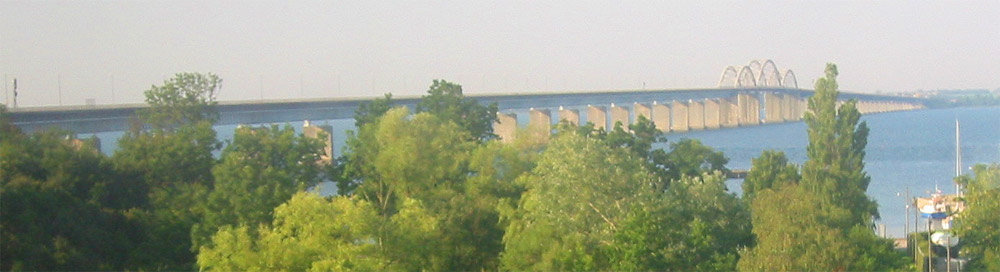

## Железнодорожные станции
- Луннбю (Lundby)
- Вордингборг (Vordingborg)